# London Elektricity
London Elektricity è un progetto musicale di musica elettronica nato nel 1996 dai musicisti britannici Tony Colman e Chris Goss. I due sono inoltre fondatori dell'etichetta discografica Hospital Records, specializzata in musica drum and bass.
Dal 2002 London Elektricity è diventato un progetto solista di Colman, in seguito alla volontà di Goss di volersi concentrare unicamente sulla direzione della Hospital Records.

## Discografia

### Album in studio
- 1999 – Pull the Plug
- 2002 – In the Waiting Room
- 2003 – Billion Dollar Gravy
- 2005 – Power Ballads
- 2006 – Medical History
- 2008 – Syncopated City
- 2011 – Yikes!
- 2015 – Are We There Yet?

### Album dal vivo
- 2004 – Live Gravy
- 2006 – Live at the Scala